# Nervios anococcígeos
Los nervios anococcígeos (nervus anococcygeus en latín) son uno a varios nervios exclusivamente sensitivos que forman parte de la inervación del suelo pélvico en los seres humanos. Varían en número y son ramas terminales del plexo coccígeo, cuyo origen se encuentra en la raíz nerviosa coccígea, con aporte de fibras nerviosas de las raices nerviosas que salen del hueso sacro S4 y S5. Los pequeños nervios pasan a través del músculo coccígeo y los ligamentos sacrotuberoso y sacroespinoso para llegar a la piel. Los nervios coccígeos proporcionan inervación sensitiva de la piel que rodea el ano.
Las arterías de la región sacra y una rama de la artería glútea inferior constituyen una red arterial que irriga todo el plexo coccígeo, incluyendo los nervios anococcígeos.

## Importancia clínica
Una lesión de los nervios cocígeos pueden ser causa de dolor localizado. En casos crónicos, la aplicación de anestesia local puede aliviar los síntomas de manera temporal. Una sección de los nervios o de las ramas que conforman el plexo coccígeo no suele afectar dramáticamente a la sensibilidad de la piel perianal, aunque su participación en la contracción de la musculatura del suelo pélvico aún no está bien determinada.